# Tantilla calamarina
Tantilla calamarina este o specie de șerpi din genul Tantilla, familia Colubridae, descrisă de Cope 1866. A fost clasificată de IUCN ca specie cu risc scăzut. Conform Catalogue of Life specia Tantilla calamarina nu are subspecii cunoscute.